# ジ・オファー / ゴッドファーザーに賭けた男
『ジ・オファー / ゴッドファーザーに賭けた男』（ジオファー ゴッドファーザーにかけたおとこ、The Offer）は、ニューヨーク市を舞台にしたフランシス・フォード・コッポラ監督のギャング映画『ゴッドファーザー』（1972年）のパラマウント映画での製作舞台裏を描いた、マイケル・トルキンによるアメリカ合衆国の伝記ドラマのミニシリーズ。
出演はマイルズ・テラー、マシュー・グッド、ジョヴァンニ・リビシ、コリン・ハンクス、ダン・フォグラー、ジュノ・テンプル、バーン・ゴーマンなど。2022年4月28日にParamount+で初公開され、10エピソードが放送された。日本ではU-NEXTが2022年7月15日より独占配信している。

## あらすじ
1970年代初頭の大ヒットとなった映画『ゴッドファーザー』の製作の舞台裏を描く。イタリアン・マフィアを描いた小説『ゴッドファーザー』がベストセラーとなり、パラマウント映画が映像化に乗り出す。イタリア系アメリカ人社会は差別的だとして敵意を示し妨害するも、製作部門責任者のロバート・エヴァンスに起用された新顔のプロデューサーであるアルバート・S・ラディは、五大ファミリーの一つコロンボ・ファミリーの長ジョゼフ・コロンボと友好関係を築いて製作を進める。ラディは落ち目と噂されるフランシス・コッポラを監督に雇うも、パラマウント映画や親会社ガルフ&ウエスタンの重役バリー・ラピダスは、高額予算で芸術性を追及しようとする姿勢に否定的となり妨害する。コッポラはやはり落ち目とされる俳優マーロン・ブランドや無名のアル・パチーノを起用する。ラディは親会社のCEOチャールズ・ブルードーン、パラマウント映画、製作陣、そしてマフィアの間を奔走して配役や予算をまとめ、撮影にこぎつける。だがコロンボは対立するギャングに撃たれて意識不明となる。アリ・マッグローとの結婚の破綻によりエヴァンスは生活が荒れて出社もしなくなり、一時後任となったラピダスが編集やポスターに口出しするが、エヴァンスが復帰して元に戻す。『ゴッドファーザー』は異例の長尺となり公開は遅れるも、大ヒットしてアカデミー賞作品賞を受賞する。エヴァンスは続編を企画するも、ラディは次作『ロンゲスト・ヤード』に集中するために参加を断る。

## キャスト
※括弧内は日本語吹替。

### 主要人物
- アルバート・S・ラディ: マイルズ・テラー（中村章吾） - 『ゴッド・ファーザー』のプロデューサー
- ロバート・エヴァンス: マシュー・グッド（てらそままさき） - パラマウント映画の製作担当副社長
- フランシス・フォード・コッポラ: ダン・フォグラー（田中美央） - 『ゴッド・ファーザー』の監督、イタリア系
- チャールズ・ブルードーン（英語版）: バーン・ゴーマン（牛山茂） - パラマウントの親会社ガルフ＆ウェスタンのオーナー
- バリー・ラピダス: コリン・ハンクス（前堂友昭） - ガルフ＆ウェスタンの幹部、ラディを妨害する
- ジョゼフ・コロンボ: ジョヴァンニ・リビシ（斎藤寛仁） - ニューヨークのアメリカンマフィア5大ファミリーの一つであるコロンボ・ファミリーのボス
- ベティ・マッカート: ジュノー・テンプル（加藤美佐） - ラディの秘書

### リカーリング
- フランソワーズ・グレイザー: ノラ・アルネゼデール（大原さやか） - シャトーのオーナー、ラディの恋人
- アリ・マッグロー: メレディス・ギャレットソン - 『ある愛の詩』の主演女優でロバート・エヴァンスの妻
- マリオ・プーゾ: パトリック・ギャロ（英語版）（岩崎ひろし） - 『ゴッド・ファーザー』の原作者であり脚本家、イタリア系
- アンドレア・イーストマン: ステファニー・ケーニッヒ（英語版）（小林さとみ） - パラマウント映画のキャスティング・ディレクター
- ピーター・バート（英語版）: ジョシュ・ザッカーマン（英語版）（野沢聡） - パラマウント映画の重役
- ジャック・バラード: ポール・マクレーン（魚建）: パラマウント映画の重役、ラディを妨害する
- フランク・シナトラ: フランク・ジョン・ヒューズ - イタリア系の著名歌手
- マリオ・ビアッジ: ダニー・ヌッチ - ニューヨーク市選出のイタリア系の下院議員
- トーマス・ルッケーゼ: マイケル・リスポリ - ニューヨークの5大ファミリーの一つルッケーゼ・ファミリーのボス
- カルロ・ガンビーノ: アンソニー・スコルディ（英語版）（岩崎ひろし） - ニューヨークの5大ファミリーの一つガンビーノファミリーのボス
- ニッキー・バーンズ: デリック・バスキン（英語版） - ハーレムの黒人犯罪組織「カウンシル」のボス
- レニー・モンタナ（英語版）: ルー・フェリグノ - コロンボ・ファミリーの一員。『ゴッド・ファーザー』でルカ役を演じる。
- カーマイン: ジェームズ・マディオ - コロンボ・ファミリーの一員
- シーザー: ジェイク・カンナヴェイル（英語版） - 映画製作現場で働くコロンボ・ファミリーの一員
- ジョーイ・ギャロ: ジョセフ・ルッソ - コロンボ・ファミリーの前身であるプロファチ・ファミリーのメンバーで刑務所入りしていた殺し屋
- マーロン・ブランド: ジャスティン・チェンバース（多田野曜平） - ヴィトー役の俳優
- アル・パチーノ: アンソニー・イッポリート（野沢聡[2]） - マイケル役の無名俳優
- ジャンニ・ルッソ: ブランデン・ウィリアムズ（魚建） - カルロ役の俳優
- ダイアン・キートン: マヤ・バトラー - ケイト役の女優
- ジェームズ・カーン: ダミアン・コンラッド＝デイビス - ソニー役の俳優
- ロバート・デュバル: デレク・マジャール（英語版） - トム・ヘイゲン役の俳優
- ジョン・カザール: ニック・プポ - フレド役の俳優
- タリア・シャイア: シンシア・アイリーン・ストラハン - コニー役の女優
- ソニー・グロッソ（英語版）: カーマイン・ジョヴィナッツォ - 『ゴッドファーザー』の技術顧問で元警官
- アラム・アヴァキアン（英語版）: ジェフリー・エアンド - 『ゴッドファーザー』の編集者、ラディを妨害する
- ディーン・タヴォウラリス: エリック・バルフォー - 『ゴッドファーザー』の美術監督
- ゴードン・ウィリス: T・J・サイン（江藤博樹） - 『ゴッドファーザー』の撮影監督
- フレッド・ギャロ: ザック・ショアー - 『ゴッドファーザー』の助監督

### ゲスト
- キャンディダ・ドナディオ（英語版）: ローラ・グラウディーニ - プーゾのエージェント
- バーナード・ファイン（英語版）: カイル・S・モア - ラディと協力するテレビ番組プロデューサー
- ジェームズ・T・オーブリー（英語版）: チャーリー・ハイト - カーク・カーコリアンが買収（１回目）したMGMの社長。仇名は笑うコブラ。
- アンナ・ヒル・ジョンストン（英語版）: ドーン・ジョイヤル - 『ゴッド・ファーザー』の衣装デザイナー
- ロバート・タウン: イアン・マイケルズ - 『チャイナタウン』担当の脚本家
- アルヴィン・サージェント: アレン・マーシュ - 『ペーパー・ムーン』担当の脚本家
- バート・レイノルズ: ブランドン・スクレナー（英語版） - 『ロンゲスト・ヤード』の主演俳優
- ロバート・レッドフォード: ビリー・マグヌッセン - 『華麗なるギャツビー』の主演俳優
- モルガナ・キング（英語版）: リサ・ドビン - カルメラ・コルレオーネ役の俳優
- ヴィック・ダモーン: マイケル・ランデス - ジョニー・フォンテーン役を降板する歌手
- ニューヨークのダンサー: アンドリュー・チャイルド
- ロージー・モリーナ: アイミー・カレロ（英語版）（木下紗華） - ラディがニューヨークで知り合う女性
- ミッキー・コーエン: ルイス・マンディロア - ロサンゼルスのマフィア指導者
- マドリーナ・コロンボ: リン・アドリアナ・フリードマン - ジョー・コロンボの妻
- ヘンリー・キッシンジャー: デビッド・シャランスキー - 大統領補佐官
- モラン: ロス・マッコール - FBI特別捜査官
- ヘイル: カーク・アセヴェド - FBI特別捜査官
- アンディ・カルフーン: マイケル・ガンドルフィーニ - パラマウント映画を買おうとするテキサスの富豪

## エピソード
| 通算 話数 | シーズン 話数 | タイトル                                       | 監督                           | 脚本                                                         | 公開日        |
| --- | ------------- | ---------------------------------------------- | ------------------------------ | ------------------------------------------------------------ | ------------- |
| 1 | 1             | "空席" "A Seat at the Table"                   | デクスター・フレッチャー       | マイケル・トルキン                                           | 2022年4月28日 |
| 1969年のロサンゼルスでは、ランド研究所の職員であったアルバート・S・ラディはシャトーのオーナーであるフランソワーズ・グレイザーと俳優のバーナード・ファインに出会う。ラディとファインはシットコム番組をCBSに売り込む。ラディはパラマウント映画の製作担当副社長のロバート・エヴァンスに、映画プロデューサーになりたいと自分を売り込む。ニューヨークでは、売れない作家のマリオ・プーゾの小説『ゴッドファーザー』がベストセラーになり、パラマウントに映画化権が売れる。だがイタリア系の社会では否定的に受け取られ、フランク・シナトラは登場人物のジョニー・フォンテーンが自分をモデルにしていると疑う。マフィアの五大ファミリーの一つを率いるジョゼフ・コロンボは、イタリア系アメリカ人の権利を主張して、イタリア系アメリカ人市民権連盟を結成する。小説の成功を見たライバル映画会社はゴッドファーザーの映画化権を買い取ろうとするも、エヴァンスは親会社の経営者のチャールズ・ブルードーンを説得して断らせる。プロデューサーとなったラディはプーゾに脚本を書かせ、落ち目と噂されるフランシス・コッポラに監督させる。コロンボは映画化を阻止するため、ロサンゼルスのマフィアのミッキー・コーエンを通じてラディの乗る車を撃たせる。                          |               |                                                |                                |                                                              |               |
| 2 | 2             | "警告" "Warning Shots"                         | デクスター・フレッチャー       | マイケル・トルキン&Leslie Greif&Nikki Toscano&Kevin J. Hynes | 2022年4月28日 |
| ラディは映画製作への多くの障害に突き当たる。プーゾとコッポラの脚本作業は遅れ、コロンボは脅しを続け、親会社の幹部バリー・ラピダスは予算内に収めるために変更を要求し、スタジオとコッポラはキャスティングをめぐって衝突する。ジョニー・フォンテーン役に決まっていたヴィック・ダモーンは脅迫されて降板する。エヴァンスはニューヨークのガルフ&ウェスタンに行き、ラピダスに映画製作に干渉しないよう求める。エヴァンスはコロンボに脅されてロサンゼルスに戻り、月末に解雇されるとの報道に曝される。ラディもフランソワーズとともにニューヨークに行き、撮影の協力をイタリア系下院議員のビアッジに求めるも断られる。コッポラがマイケル役に推す無名のアル・パチーノの芝居を見る。コロンボの反対を解決しないと映画製作は進まないと認識する。コロンボの手下が銃を突きつけてラディを車に乗せる。 |               |                                                |                                |                                                              |               |
| 3 | 3             | "フェードイン" "Fade In"                       | アダム・アーキン               | マイケル・トルキン&Leslie Greif&Nikki Toscano&Kevin J. Hynes | 2022年4月28日 |
| ニューヨークでは、ラディはコロンボの前に連れて行かれ、映画化は許さないと断言される。ラディは映画がイタリア系アメリカ人の家族を尊重するものだと約束し、ガルフ&ウエスタン社に来て脚本を読むよう招待する。ラディは秘書のベティに命じて未完成の脚本をコッポラとプーゾから盗ませ、ニューヨークに持ってこさせる。映画では「マフィア」という言葉を使わないとコロンボに約束し、映画化の許可を得る。コッポラは脚本を取り戻しにニューヨークに来て、コルレオーネ家の撮影に使う家を見せられて大いに気に入る。アル・パチーノのカメラテストをして起用する決意を固める。コロンボ一家の前身プロファチ・ファミリーの危険な殺し屋だったジョーイ・ギャロが仮釈放される。 ロサンゼルスでは、エヴァンスが部屋に閉じこもり、製作中の映画に集中する。ブルードーンは電話でエヴァンスと話し、解雇はしないと話す。エヴァンスは『ある愛の詩』と『ゴッドファーザー』が失敗したなら辞職すると約束する。ラディを助けたいフランソワーズがスタジオに来て干渉し、ヴィト―役にシナトラを起用すべきだと素人考えをエヴァンスに話して怒らせる。スターを起用したいエヴァンスはアル・パチーノを拒否し、長すぎる脚本に激怒する。落ち目と噂されるマーロン・ブランドがヴィトー役に興味を示す。 |               |                                                |                                |                                                              |               |
| 4 | 4             | "ドンピシャな黄色" "The Right Shade of Yellow" | アダム・アーキン               | マイケル・トルキン&Leslie Greif&Russel Rothberg&Mona Mira    | 2022年5月5日  |
| 妻アリ・マッグロー出演の『ある愛の詩』は成功し、エヴァンスは強気となる。フランソワーズの映画製作への口出しでラディとの間に緊張が高まり、二人はカウンセリングを受けるも、フランソワーズはフランスへ帰る。エヴァンスは商業的な面でブランド起用に疑問を示すも、ラディ、コッポラ、プーズはブランドの演技に感銘を受け、ブルードーンを利用してブランドの起用を無理やりエヴァンスに認めさせる。シナトラやビアッジは依然として映画製作に反対するが、コロンボは協力的な態度を示し、コルレオーネ家のシーンの撮影を渋る家の所有者を脅迫して受け入れさせる。イタリア系社会の反対を見て、ブルードーンとラピダスはパラマウント映画のジャック・バラードを共同プロデューサーにしようとするも、ラディは拒否する。コッポラは熱心にパチーノ起用を求めるも、エヴァンスは依然としてパチーノ起用に強力に反対してラディは板挟みになる。ラディは再びブルードーンを利用してパチーノを押し込み、エヴァンスを激怒させる。エヴァンスは条件としてソニー役にジェームズ・カーンを求める。しかし、パチーノはMGMのコメディ映画と契約してしまい、『ゴッドファーザー』には出られないと告白する。ジョーイ・ギャロはコロンボ・ファミリーには戻らず、ハーレムのギャングとつるむ。         |               |                                                |                                |                                                              |               |
| 5 | 5             | "忠誠の誓い" "Kiss the Ring"                   | コリン・バックシー             | マイケル・トルキン&Leslie Greif                              | 2022年5月12日 |
| プロファチ・ファミリーを乗っ取ったコロンボへの復讐として、ギャロはコロンボの手下のカーマインを殺しトラックを奪う。ラディの依頼で、エヴァンスはMGMとの間でパチーノの契約をロバート・デ・ニーロの契約と交換する。ガルフ&ウエスタンがパラマウント映画を売却するとの噂を聞く。後にラピダスが認める。アリ・マッグローは『ゲッタウェイ』への出演を欲するが、『ゴッドファーザー』にかかりきりの夫エヴァンスは取り合わない。ビアッジ議員は映画製作を妨害し続け、FBIを動かしてコロンボにも干渉する。FBIはコロンボ・ファミリーの手下のシーザーが映画製作のスタッフとなり給料を受け取っていることを知り、ラディを尋問する。映画予算は当初の見込みを超過し、ラディとコッポラはブルードーンに会って追加の承認を得るが、それを超えた分は自分たちの報酬から出すことになる。撮影開始に先立ち、俳優たちがそれぞれのキャラクターをまといながらディナーに集まる。コロンボはビアッジと和解し、ラディを招いた記者会見で、イタリア系アメリカ人市民権連盟とガルフ&ウエスタンが協力の合意に達したと突然に発表する。 |               |                                                |                                |                                                              |               |
| 6 | 6             | "誠実な男" "A Stand Up Guy"                    | コリン・バックシー             | Nikki Toscano                                                | 2022年5月19日 |
| 撮影初日、上場会社のガルフ&ウエスタンとマフィアとの関係が報道されて大問題となり、ブルードーンはラディを解雇する。パラマウントの買い手はあらかた去り、残ったテキサスの富豪は半値で買おうとするも、ラピダスは売却を勧める。エヴァンスはガルフ&ウエスタンの重役会に押しかけてパラマウントを売らないよう重役たちを説得する。重役会は売却しないことを決める。ベティからラディの解雇を聞いたコロンボは撮影を妨害するも、ラディが現場に戻って再開される。コッポラからマフィアの妨害を聞いたブルードーンは、ラディをプロデューサー職に戻す。コロンボはラディをシナトラに引き合わせる。コロンボはシーザーら手下にギャロを襲撃させるも失敗する。 |               |                                                |                                |                                                              |               |
| 7 | 7             | "ミスター・プロデューサー" "Mr. Producer"      | グウィネス・ホーダー＝ペイトン | Kevin J. Hynes                                               | 2022年5月26日 |
| 『ゴッドファーザー』製作にかかりきりのエヴァンスと、『ゲッタウェイ』撮影中のアリ・マッグローの結婚は破綻する。撮影現場では次々と問題が持ち上がり、ラディが必死におさめる。ルカ役の俳優が急死し、コロンボ・ファミリーの一員のレニー・モンタナが代役を務める。コッポラは撮影監督のゴードン・ウィリスと現場で衝突する。コッポラは偽物の馬の首が気に入らず、シーザーとベティが本物の馬の首を入手する。ラピダス、バラード、編集のアラム・アヴァキアンは共謀して初日のラッシュをブルードーンに見せ、パチーノとコッポラを首にしようとする。ラディとコッポラはレストランでパチーノが殺人を犯すシーンの撮影現場をブルードーンに見せてパチーノの印象を改善する。ラディ、エヴァンス、コッポラはバラードとアヴァキアンが勝手にラッシュをブルードーンに見せたことを知り、二人を製作現場から追放する。ラディはコロンボの家に招かれて親密さを増す。ラディは連盟の集会でコロンボがギャロの手下に撃たれるところを目撃する。ギャロは連盟への関りに反対するガンビーノ・ファミリーの長カルロ・ガンビーノに祝福される。 |               |                                                |                                |                                                              |               |
| 8 | 8             | "越えてはならない一線" "Crossing That Line"    | グウィネス・ホーダー＝ペイトン | Russell Rothberg                                             | 2022年6月2日  |
| 他の4大ファミリーの長に、ギャッロは連盟を解散し、映画の利益を分配すると約束する。ジャンニ・ルッソが撮影中にコッポラの妹のタリア・シャイアを実際に殴り、ラディは報復にジェームズ・カーンにルッソを撮影中に殴らせる。ラディは意識のないコロンボを病院に見舞うが、シーザーに一線を越えるなと忠告される。ニューヨークでの撮影はほぼ終わり、ラディはシチリア島ロケの予算を捻出するも、ギャロがホテルでラディを待ち伏せし金を渡せと脅す。結婚が破綻したエヴァンスの生活は荒れ、ニューヨークでの撮影の打ち上げパーティーではブルードーンの目の前で醜態をさらす。ラディはギャロにシチリア島ロケの予算を渡そうと決意する。シーザーがギャロを撃ち殺して、ロケが可能となる。 |               |                                                |                                |                                                              |               |
| 9 | 9             | "俺たちの生き方" "It's Who We Are"             | アダム・アーキン               | Nikki Toscano & Mona Mira                                    | 2022年6月9日  |
| ラディ率いる製作陣はシチリアのコルレオーネに来るが、コーザ・ノストラとの関りを嫌って、フォルツァ・ダグロに移る。ブルードーンは、酒浸りとなって出社しないエヴァンスの地位にラピダスをつける。ラディはエヴァンスを救おうと急いで帰国するも果たせない。映画製作に疎いラピダスは『チャイナタウン』を捨て、『ペーパー・ムーン』の打ち合わせに介入し、ゴッドファーザーを30分短縮するよう命じ、ポスターをめぐって製作陣と対立する。エヴァンスを正式に解雇するためにブルードーンがロサンゼルスに来るが、エヴァンスがマーケティングの打ち合わせの場に戻り、弁舌で製作陣と経営陣の溝を埋めて短縮を覆す。ラピダスはエヴァンスの才能を認めて退き、エヴァンスは元の職に戻る。ベティは秘書を辞めて俳優のエージェントになるとラディに告げる。ラディは、マフィアのためだけの『ゴッドファーザー』の特別試写会を催し、コロンボを見舞う。 |               |                                                |                                |                                                              |               |
| 10 | 10            | "アタマとタマ" "Brains and Balls"              | アダム・アーキン               | Nikki Toscano & Russell Rothberg & マイケル・トルキン        | 2022年6月16日 |
| 『ゴッドファーザー』が長尺となり編集に時間がかかる間、『キャバレー』がヒットしてエヴァンスは焦る。ラピダスと協力して大規模公開に踏み切り、大ヒットとなり、アカデミー賞で作品賞を始め数々の賞に輝く。エヴァンスやコッポラは『ゴッドファーザー PART II』を企画するが、ラディは参加せずに、バート・レイノルズを起用して『ロンゲスト・ヤード』を企画する。そしてベティのエージェント事務所設立を助ける。 |               |                                                |                                |                                                              |               |

## 製作
このプロジェクトは、2020 年 9 月にParamount+で放映されることが発表され、プロデューサーのAlbert S. Ruddyの視点で描かれることとなった。アーミー・ハマーは2020年12月に彼を演じるためにキャスティングされたが 、翌月脱落した。代わりに2021年5月にマイルズ・テラーが選ばれた。2021年4月、デクスター フレッチャーが契約し、いくつかのエピソードを監督することとなった 。マシュー・グード、ジョバンニ・リビシ、コリン・ハンクス、ダン・フォグラー、ジュノ・テンプルが6月に製作に参加し  、7月にはバーン・ゴーマンがチャールズ・ブラッドホーンとして参画した。ジャスティン・チェンバースは、マーロン・ブランド役に抜擢された 。10月、エリック・バルフォア、マイケル・ガンドルフィーニ、ザック・ショアがキャストに加わり、バルフォアはプロダクション・デザイナーのディーン・タヴォラリスを演じた 。
シリーズの撮影は2021年7月に開始されたが、 新型コロナウィルスの検査結果陽性が出たため、7月29日に一時停止された。2021年8月23日、ロサンゼルスのホテル「シャトー・マーモント」で8月25日から27日にかけて撮影する予定が、現地で労働争議が続いていることがわかり、中止となったことが報じられた。

## 作品の評価
レビューアグリゲーターサイトRotten Tomatoesでは、50人の批評家のレビューのうち54％が肯定的で、平均評価は6.1/10。同サイトでは、「不必要な小ネタや芸能界の歴史への不愉快なツッコミが満載で、これは断れる『オファー』だ」と評価されている。 加重平均を採用しているMetacriticでは、26人の批評家の評価に基づいて100点満点中48点を割り当て、「賛否まちまち、または平均的」を示している。